# NGC 1760
NGC 1760 ist ein Emissionsnebel im Sternbild Schwertfisch in der Großen Magellanschen Wolke. 
NGC 1760 wurde im Jahre 1826 von James Dunlop entdeckt und ist im New General Catalogue verzeichnet.